# Новосибирская ТЭЦ-3
Новосибирская ТЭЦ-3 — предприятие энергетики Новосибирска, входит в структуру холдинга "Сибирская генерирующая компания". Как и почти все станции города (кроме НТЭЦ-5) относится к станциям «неблочного» типа (с поперечными связями по пару).

## История и деятельность
В 1939 году было начато строительство крупной ТЭЦ-3 при заводе Сибсельмаш. Первый агрегат 25 тыс. кВт на этой ТЭЦ дал ток в сентябре 1942 года, второй такой же мощности в октябре 1943 года. С вводом ТЭЦ-3 мощность новосибирских электростанций увеличилась до 110 тыс. кВт. К концу Великой Отечественной войны выработка электроэнергии увеличилась в 3 раза. Отпуск тепла увеличился более, чем в 5 раз. В 1948 году был введен первый послевоенный турбоагрегат мощностью 50 тыс. кВт на Новосибирской ТЭЦ-3. К 1953 году мощность этой станции достигла 181,5 тыс. кВт. В период с 1971 года по 1975 годы велось расширение станции. В период с 1971 года по 1974 год на станции были введены в эксплуатацию 7 турбоагрегатов общей мощностью 392 тыс. кВт. Мощность станции увеличилась более чем в 2 раза
В декабре 2004 года на станции введен в эксплуатацию новый турбогенератор мощностью 110 МВт
В 2013—2017 годах выполнена реконструкция трех паровых турбин Т-100-130 УТЗ.